# Wegenbouwkunde
Wegenbouwkunde is het vakgebied dat zich bezighoudt met het bouwen van wegen. Het is een toegepaste wetenschap en onderdeel van de civiele techniek.
Nederland heeft een van de dichtst vertakte wegennetten ter wereld. Van dit gehele netwerk is zo'n 130.000 kilometer verharde weg. 

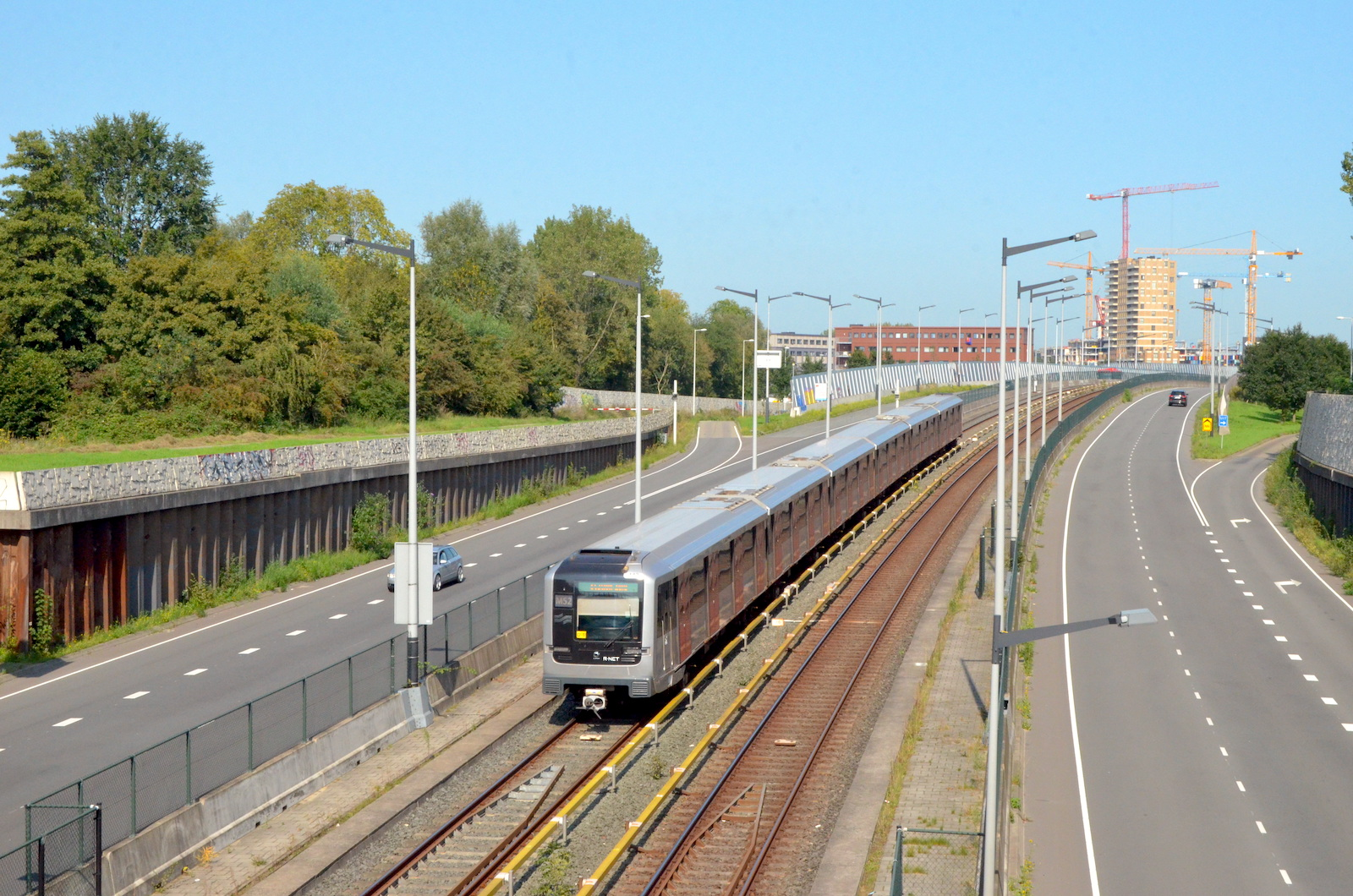
Noord-Zuidlijn

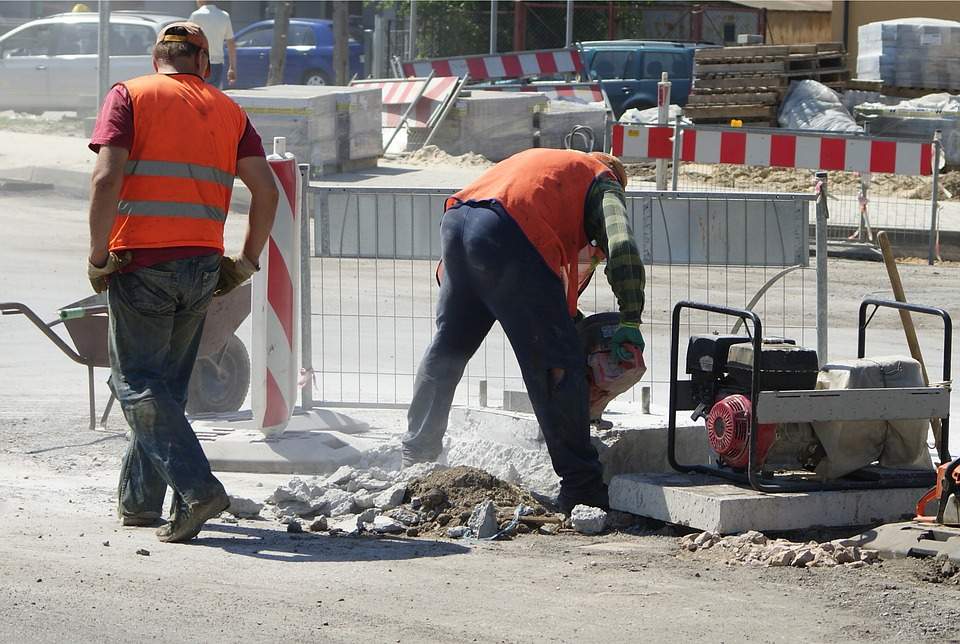
Wegwerkers (beroep) die arbeid verrichten

Wegenbouwkunde heeft betrekking op de planning, het ontwerpen, de aanleg alsmede het beheer en onderhoud van wegen en wegvoorzieningen (bruggen, tunnels en dergelijke).
In de wegenbouw worden wegen en paden gemaakt van verschillende materialen, zoals bijvoorbeeld asfalt, beton, bestrating of ongebonden materiaal (grind). Aannemers die zijn gespecialiseerd in wegenbouw beschikken veelal over een daarvoor noodzakelijk machinepark. Wegwerkers zijn de arbeiders die het werk uitvoeren. 
De afwatering van wegconstructies is van fundamenteel belang om te voorkomen dat oppervlaktewater de constructie binnendringt en schade veroorzaakt. Ook wordt door afwatering de verkeersveiligheid bevorderd, doordat aquaplaning en ijsvorming worden voorkomen. Om deze reden heeft het wegdek voldoende hoogteverschil in langsrichting (helling) en dwarsrichting (afschot), waardoor het water naar de zijkant wordt afgevoerd.
Een doel van de moderne wegenbouw is het creëren van duurzame en veilige verkeersgebieden die zo milieuvriendelijk en zuinig mogelijk zijn. Voorbeelden van milieuvriendelijke innovaties in de wegenbouwkunde zijn laagtemperatuurasfalt, energie opwekkende wegdekken en ZOAB.